# 横塚光雄
横塚 光雄（よこづか みつお、1915年 - 1977年）は、フランス文学者、小説家。
東京帝国大学仏文科卒、1939年佐倉で入営、華北へ赴く。1943年除隊、1944年再召集、1945年伍長で復員。1953年横浜大学助教授、横浜市立大学教授。在職中に死去。アンドレ・マルローの研究、フランス文学の翻訳を行い、軍隊経験を描いた小説が没後刊行された。

## 著書
- ジァンヌ・ダルク 山の木書店 1950
- アンドレ・マルロオ 1973 (紀伊国屋新書) のち審美社
- 獐鹿の歌 詩集 河出書房新社 1977.12
- 旅果てぬ 審美社 1979.1
- 風浪 審美社 1981.6
- 曠野 審美社 1982.7
- 彫刻美の世界 マルロオの芸術論 審美社 1985.8

共著
- シラノ物語 辰野隆、鈴木信太郎 山の木書店 1949

## 翻訳
- 放浪生活 ギイ・ド・モウパッサン 創芸社 1950 (世界名作選)
- 撃墜王 P.クロステルマン 日本出版協同 1952
- フランス名作選 牧書店 1953 (学校図書館文庫)
- 黒いチューリップ アレキサンドル・デューマ 日本出版協同 1953 (サスペンス・ノベル選集)
- コレット選集 第1 最愛の人 創芸社 1956
- コレット選集 第2 青い麦・ジジ 創芸新社 1956
- 大空への挑戦 ルネ・ムショット 潮書房 1956 (世界航空文学全集)
- エトナの火 アンリ・カスティユー 新生社 1958
- 二年間のバカンス ヴェルヌ全集 第5 集英社 1967 のち文庫、改題「十五少年漂流記」
- けだもの ギ・デ・カール 集英社 1968 (ワールド・ベストセラーズ)

## 参考
- 「曠野」著者紹介